# Sant Feliu de Riu
Sant Feliu de Riu és una església de l'antic poble de Riu, actualment al terme municipal de Montagut i Oix (Garrotxa), inclosa en l'Inventari del Patrimoni Arquitectònic de Catalunya.

## Descripció
És una església situada a l'antic poble de Riu, en el sector nord-oest de la serra de Guitarriu, sobre la riba esquerra de la riera de Sant Aniol. És una construcció romànica del segle xii, d'una sola nau amb volta apuntada. L'absis és semicircular i presenta una finestra de doble esqueixada al centre i un fris senzill, sostingut per mènsules, sota la cornisa. A migdia hi ha dues finestres de doble esqueixada. La part més interessant és a ponent, on hi ha la porta d'ingrés formada per tres arcs en degradació amb una llinda i un timpà llis, i una finestra delicadament decorada amb un semicercle de dents de serra i el reixat d'època, i el campanar d'espadanya de doble obertura. Conserva en un batent de la porta la ferramenta original romànica.
La pica d'oli conservada a l'interior de l'església, és l'únic element decoratiu present dins del temple. La seva destinació originària, era la de contenir oli. Posteriorment, s'hi va esculpir un calvari popular amb Crist crucificat, la Verge i Sant Joan, i per damunt dels braços de la Creu, un sol a l'esquerra i una lluna a la dreta. Les seves mides són; 62 cm d'alçada, una amplada total de 45 cm, una amplada interior de 35 cm i una profunditat de 73 cm.

## Història
L'església de Sant Feliu de Riu, construïda al segle xii, no apareix documentada fins al final del segle xiii. A les "Rationes Decimarum Hispaniae" dels anys 1279 i 1280 hi figura "l'ecclesia de Rivo". Se cita també en els nomenclàtors del segle xiv amb la denominació ·…ecclesia parrochialis sancti Felicis de Rivo…" en una data no determinada passà a ser possessió de Sant Llorenç de sous o del Mont i fou incorporada, a finals del segle xvi, com a sufragània de la parròquia de Santa Cecília de Sadernes. La visita pastoral del 9 de juliol de 1826, a càrrec del bisbe Dionisio Castaño, informa que la família Agustí havia pagat un altar que disposava d'ara però que no tenia sagrament. Així mateix, l'església no tenia pica baptismal, però sí cementiri per als fidels de la rodalia. Disposava d'un calze de plata i tres casulles. Fou acuradament restaurada l'any 1981.